# Dancing Samedi
Singles de Daniel Balavoine
Me laisse pas m'en aller
(1979) Tu me plais beaucoup
(1979)
Pistes de Face amour / Face amère
Ces petits riens
(6) Pauvre Bobby
(8)
Dancing Samedi est une chanson écrite, composée et interprétée par Daniel Balavoine, paru initialement sur l'album Face amour / Face amère en octobre 1979, puis en single comme deuxième extrait de l'album au début de l'année 1980.

## Genèse et accueil
Titre issu de la face B de l'album, connu comme étant la « face amère » du 33 tours, Dancing Samedi est une chanson cynique et désenchantée qui dénonce l'insouciance collective des danseurs du samedi soir face à l’absurdité du monde. N'hésitant pas à décrier la musique disco, en vogue au moment de l'enregistrement du titre, Daniel Balavoine  donne justement à sa chanson une couleur disco, un paradoxe qu’il assume pleinement.
Sorti en 45 tours comme deuxième extrait après l'accueil commercial relativement modeste de Me laisse pas m'en aller,  durant la fin de l'année 1979 (plus de 80 000 exemplaires) et interprété dans divers émissions de variété pour la promotion du single, Dancing Samedi entre au hit-parade la semaine du 20 janvier 1980 et y reste classé durant six semaines, mais ne parvient pas à se classer au-delà de la 43e place.
Balavoine enregistrera une version en langue espagnole, Ven A Bailar,  qui figure sur la face B du single promotionnel de la version espagnole de Lucie, pressé en 1981 au Mexique et qui restera inédit jusqu'à la sortie de l'intégrale du chanteur en 2020.